# Lasse Granqvist
Lars (Lasse) Ivar Granqvist, född 25 oktober 1967 i Solna, är en svensk sportjournalist.

## Biografi
Efter utbildning på Journalisthögskolan fick Granqvist som 20-åring hösten 1987 praktik på Radiosporten och fast anställning två år senare. Vid denna tid genomgick Radiosporten en stor generationsväxling när flera kända namn som Lasse Kinch, Tommy Engstrand och Robert Perlskog slutade på Sveriges Radio. 
Granqvists första stora mästerskap som huvudreferent var VM i ishockey 1991 i Finland och därefter bevakade han EM i fotboll 1992 i Sverige tillsammans med Ralf Edström. Under de följande åren kommenterade han flera stora idrottshändelser inom ishockey- och fotbollsvärlden; åtminstone tjugo VM i ishockey (sedan 1989), sex EM i fotboll (sedan 1992), och fem VM i fotboll (sedan 1994), och sammanlagt fler än 120 fotbollslandskamper med Sverige. Han har även bevakat åtminstone tolv Olympiska spel, sex sommar-OS (sedan 1992 i Barcelona) och sex vinter-OS (sedan 1992 i Albertville).
Granqvist har en förmåga att blanda snabba referat med iakttagelser. Under en match mellan Sverige och Finland i ishockey-VM 2003 uttalade han 118 ord på 23 sekunder. När Sportextra firade 50 år 2011 hade man en omröstning om de bästa referaten genom tiderna. Fyra av Granqvists referat röstades fram bland de sju främsta.
Under ishockeymatcher hade han mellan 1991 och 2010 Lars-Gunnar Jansson som bisittare och expertkommentator. Granqvist blev efter OS-kvartsfinalen 2002 i Salt Lake City anmäld till radionämnden för sin mycket skarpa sågning av de svenska ishockeyspelarna. Sedan 2000 arbetar han även i TV för C More Sport där han oftast är programledare. Han anlitades 2012 av TV4 för att kommentera SM-slutspelet i ishockey och ishockey-VM.
År 1997 var han programledare för frågesportprogrammet Massor av sport i Sveriges Television, där frågorna handlade om sport.

## Innebandy
Granqvist är starkt knuten till idrottsklubben AIK. Han var med och grundade innebandyklubben Solna IBK och var drivande när klubben 1996 blev AIK. Under nästan hela 1990-talet var han ordförande i Stockholms Innebandyförbund och medlem i Svenska Innebandyförbundets styrelse mellan 1995 och 2001. Därefter är han hedersordförande i Stockholms Innebandyförbund och sitter med i det Internationella Innebandyförbundet i IFF i en av dess kommittéer. 

## Trav
Granqvist tillbringar också en hel del tid med sitt största fritidsintresse trav. I flera år var han intervjuare på innerplan på Solvalla och han har också refererat Elitloppet för Sveriges Radio. Tillsammans med Anders Ström och Hans Backe äger han stjärnhästen Enterprise, som tränas av Stefan Melander samt Greenshoe som tränas av Melanders brorson Marcus Melander i USA.

## Affärsverksamhet
Tillsammans med Tommy Åström driver Granqvist bolaget LarsTommy AB.
Granqvist bildade 2020 tillsammans med C More kollegorna Tommy Åström och Jens Fjellström produktionsbolaget JensLasseTommy AB. Detta produktionsbolag har tagit över OTW:s uppdrag om att producera sport på C More.

## Utmärkelser
I slutet av december 2006 fick Lasse Granqvist utmärkelsen Sveriges bäste tv-kommentator 2006 av Expressen.. I slutet av december 2007 vann han fyra kategorier i Svenska Fans omröstning om Sveriges bästa sportjournalister, kallad Guldskölden., vilket han upprepade året efter. 2013 belönades han med Lukas Bonniers Stora journalistpris.
- Ikarospriset tillsammans med Ralf Edström 1994 ("För en lustfylld, kunnig och bildmässig rapportering från VM i fotboll sommaren 1994, som invigde den oinvigde och hänförde den hängivne")
- Sveriges Radios Språkpris 1999 ("De dramatiska ögonblickens uttolkare, en entusiastisk snabbpratare med mål i mun")
- Svenska Fans Pris Guldskölden 2007: Årets Kommentator i Radio, Årets Kommentator i TV, Årets Programvärd, Årets Sportjournalist
- Svenska Fans Pris Guldskölden 2008: Årets Kommentator, Årets Programledare, Årets Sportjournalist
- Svenska Fans Pris Guldskölden 2009: Årets Kommentator, Årets Programledare
- Svenska Fans Pris Guldskölden 2010: Årets Kommentator
- Svenska Fans Pris Guldskölden 2011: Årets Sportkommentator
- Radioakademins Hederspris 2012
- Lukas Bonniers Stora Journalistpris 2013